# Mohammad Khan Qajar
Agha Mohammad Khan Qajar (tiếng Ba Tư: آقا محمد خان قاجار; 1742–1797)‎ là hoàng đế khai quốc của nhà Qajar ở Iran. Ông nắm cai trị từ năm 1789 tới năm 1797 với tư cách là "shah" (có thể dịch là vua hoặc hoàng đế). Ban đầu, ông vốn là thủ lĩnh ban đầu của nhánh Qoyunlu của bộ tộc Qajar. Năm 1789, Agha Mohammad Khan được tôn làm vua của Iran, nhưng không đăng quang chính thức cho đến tận tháng 3 năm 1796. Vào ngày 17 tháng 6 năm 1797 Agha Mohammad Khan đã bị ám sát bởi cháu trai của ông là Fath-Ali Shah Qajar.
Triều đại của Agha Mohammad Khan được ghi nhận cho sự tái xuất hiện của một nhà nước Iran thống nhất và được trung ương hóa. Sau cái chết của Nader Shah năm 1747, nhiều vùng lãnh thổ của Iran ở vùng Kavkaz nằm trong tay các triều đại Iran kế tiếp khác nhau kể từ năm 1501, bao gồm Gruzia, Dagestan, Azerbaijan và Armenia ngày nay, đã bị tan rã thành các hãn quốc khác nhau hoặc đã tuyên bố độc lập de facto như trong trường hợp của Gruzia. Sau 48 năm, vùng đất này đều đã bị tái chinh phục bởi Agha Mohammad Khan. Các cuộc tái chinh phục của ông đều đặc biệt tàn nhẫn ngay cả đối với thời kỳ này. Trong cuộc tái chinh phục Gruzia, ông xua quân cướp phá kinh đô Tbilisi, tàn sát nhiều dân cư và di chuyển khoảng 15.000 tù binh Gruzia trở lại đại lục Iran.
Ngoài ra, Agha Mohammad Khan cũng được ghi nhận cho việc dời đô về Tehran, thủ đô của Iran cho tới tận ngày nay.

## Tiểu sử

### Đầu đời
Agha Mohammad Khan vốn là con của một thủ lĩnh của bộ lạc Qajar, Mohammad Hassan Khan Qajar.
Vào năm lên 6 tuổi, Agha Mohammad trở thành hoạn quan dưới quyền Adil Shah, người muốn ngăn Agha Mohammad Khan trở thành đối thủ chính trị, thế nhưng việc này không cản trở được sự nghiệp của Agha Mohammad Khan. Năm 1758, cha của Agha Mohammad Khan bị thủ lĩnh bộ lạc Zand, Mohammad Karim Khan Zand đánh bại và giết chết; và Agha Mohammad Khan trở thành thủ lĩnh của bộ lạc Qajar. Năm 1762, Agha Mohammad Khan bị kẻ thù bắt về Shiraz và trở thành tù nhân của Karim Khan. 16 năm sau đó, Agha Mohammad Khan vượt ngục sau khi Karim Khan mất.

### Trị vì
Từ đó, người Qajar dưới quyền Agha Mohammad Khan tiếp tục liều lĩnh đấu tranh, với kết quả là quân Qajar thắng, vua cuối cùng của nhà Zand là Lotf Ali Khan Zand đã bị đánh đuổi ra khỏi Kerman vào năm 1794, và Agha Mohammad Khan trở thành người đứng đầu cả nước. Agha Mohammad Khan đã lấy danh hiệu Shahanshah (Vua của các vua) và trở thành vị vua đầu tiên của nhà Qajar. Vị vua này được dân chúng rất kính trọng và sợ hãi vì rất tàn bạo.

#### Chiến tranh
Năm 1795, Agha Mohammad Khan chiếm được nước Gruzia, một vương quốc Thiên chúa giáo nằm ở phía Bắc Ba Tư, và đã đánh bại vua Erekle II trong trận Krtsanisi. Cùng năm đó, Agha Mohammad chiếm được tỉnh Khorasan. Nhà lãnh đạo Khorasan là Shah Rukh bị tra khảo đến chết vì Agha Mohammad Khan cho rằng Shah Rukh biết được kho báu huyền thoại của vị quốc vương quá cố Nader Shah. Năm 1796, Agha Mohammad Khan dời đô từ Sari sang Tehran. Vào năm 1796, đế quốc Nga, dưới triều nữ hoàng Ekaterina II đã xâm chiếm Ba Tư. Trong cuộc chiến tranh này, người Nga chiếm Derbent và một phần Baku. Tuy nhiên, Agha Mohammad Khan cũng thành công trong việc đưa ảnh hưởng của Ba Tư vào Kavkaz, và quân đội Nga rút lui, sau khi nữ hoàng Ekaterina II qua đời.

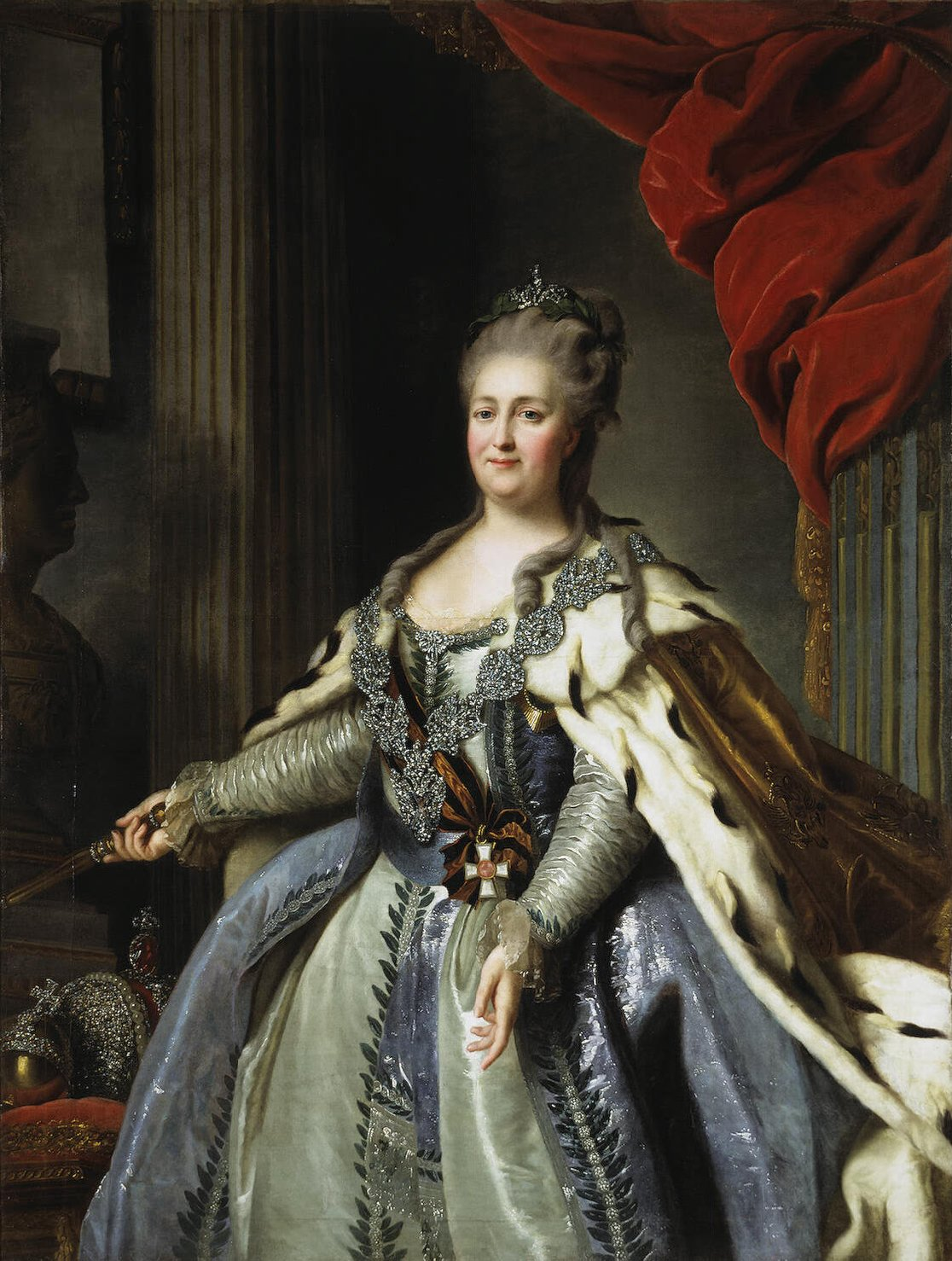
Nữ hoàng Ekaterina II của Nga.

### Ám sát
Agha Mohammad Khan bị ám sát năm 1797 tại thành phố Shusha, thủ đô của Hãn quốc Karabakh, sau khi trị vì được 2 năm. Chủ mưu trong vụ này chính là các tùy tùng của Agha Mohammad Khan.